# Albrecht Jobst
Wolfgang Albrecht Jobst (* 8. Dezember 1902 in Wilhelminenberg; † 17. Dezember 1945 in Rumänien) war ein deutscher evangelisch-lutherischer Pastor und Volkskundler.

## Leben
Albrecht Jobst war der Sohn eines Gutsbesitzers. Er besuchte ein Gymnasium in Chojna, das er mit dem Abitur 1921 verließ. Anschließend studierte er Evangelische Theologie und Philosophie an der Universität Greifswald und der Universität Berlin. Nach den beiden theologischen Examina 1925 und 1927 arbeitete er als Hilfsprediger in der Niederlausitz. 1931 ging er nach Hamburg, wo er eine Pastorenstelle an der Hauptkirche Sankt Michaelis übernahm. Er promovierte 1932 in Berlin zum Lizentiaten der Theologie und 1935 zum Dr. phil. bei Otto Lauffer und Andreas Walther an der Universität Hamburg. In der Promotionsschrift von 1935 behandelte er Evangelische Kirche und Volkstum. Ein Beitrag zur Geschichte der Volkskunde.
Neben der Pastorenstelle an Sankt Michaelis war Jobst ab 1935 auch als Seelsorger an der Hamburger Untersuchungshaftanstalt tätig. Außerdem lehrte er an mehreren Einrichtungen. Von 1935 bis 1943 unterrichtete er religiöse Volkskunde am Germanischen Seminar der Philosophischen Fakultät der Universität Hamburg und von 1935 bis 1937 angehende Religionslehrer im Bereich Neues Testament. Im Rahmen der Lehrerausbildung versuchte er 1937, eine rein kirchliche Zusatzausbildung zu etablieren, die es Pastoren ermöglichen sollte, Religionslehrer werden zu können, ohne die Universität besuchen zu müssen. Außerdem gab er Religionsunterricht an der Unter- und Oberprima der Wichern-Schule. Neben den Tätigkeiten als Seelsorger und Lehrer war Jobst ab 1936 Herausgeber der Schriftenreihe Studien zur religiösen Volkskunde, für die er auch mehrere eigene Beiträge verfasste.
Während der Zeit des Nationalsozialismus schloss sich Jobst, der als überzeugter Nationalsozialist galt, den Deutschen Christen an. Ab 1936 folgte er dessen Thüringer Richtung, die als radikal galt. Wie andere sogenannte „christliche Volkskundler“ erfuhr Jobst die Unterstützung der SS, die seine Lehrtätigkeiten an der Hamburger Universität förderten. Am Zweiten Weltkrieg nahm Jobst von 1943 bis 1945 als Soldat teil. Nach eigenen Aussagen erhielt er dabei im Juni 1944 Urlaub, den er für eine Habilitation an der Theologischen Fakultät der Universität Kiel genutzt haben will. Angeblich war dort auch eine Professorenstelle für ihn vorgesehen. Die Theologische Fakultät der Universität widersprach diesen Angaben später. 
Albrecht Jobst verstarb wenige Monate nach Kriegsende in Rumänien.